# مهمة مارشان
كانت مهمة مارشان عبارة عن بعثة قام بها المبعوث الفرنسي جان بابتيست مارشان (1863-1934) و 150 رجلاً بهدف توسيع القوة الاستعمارية الفرنسية في شمال شرق إفريقيا.
بدءًا من ليبرفيل (في الغابون الحالية) في عام 1897، أمضت بعثة مارشاند 14 شهرًا شاقًا في عبور مناطق مجهولة إلى حد كبير في شمال وسط إفريقيا. ووصلوا أخيرًا إلى حصن فشودة في أعالي النيل في 10 يوليو 1898 ورفعوا العلم الفرنسي، في 18 سبتمبر، وصل أسطول من الزوارق البريطانية بقيادة هوراشيو كيتشنر إلى فشودة، كان كتشنر قد هزم للتو قوات المهدي في معركة أم درمان، وكان بصدد إعادة احتلال السودان باسم الخديوي المصري، كانت المواجهة بين الفرنسيين والبريطانيين ودية لكن كلا الجانبين أصر على حقهما في فشودة.
ونقلت أنباء اللقاء إلى باريس ولندن واتهم كل طرف الآخر بالتوسع والعدوان. استمر الجمود ( حادثة فشودة ) حتى 3 نوفمبر عندما قام وزير الخارجية الفرنسي تيوفيل ديلكاسي بسحب مارشان وقواته، خوفًا من احتمال الحرب، وتنازل عن السودان للبريطانيين.